# 나카츠 슈이치
나카츠 슈이치(中津 秀一)는 만화 《아름다운 그대에게》의 메인 캐릭터이다.

## 프로필
- 생일: 8월 20일
- 나이: 17세
- 혈액형: B형
- 별자리: 사자자리
- 신장: 185 cm
- 좋아하는 사람 : 아시야 미즈키
- 아시야 미즈키를 좋아함
- 아시야 미즈키를 좋아해서 친구인 사노 이즈미 랑 라이벌 이다